# Sprang
Sprang – antyczna technika tkacka wywodząca się prawdopodobnie ze starożytnego Egiptu. Jest starsza od technik dziewiarskich. Polega ona na formowaniu z jednej nici rozciągliwych oczek. W niektórych krajach europejskich przetrwała do czasów współczesnych w tkactwie ludowym, np. w Czechach i na Słowacji.
Typowe wyroby wykonywane tą techniką
- czapki
- pasy siatkowe
- szaliki

i drobne dodatki do odzieży.

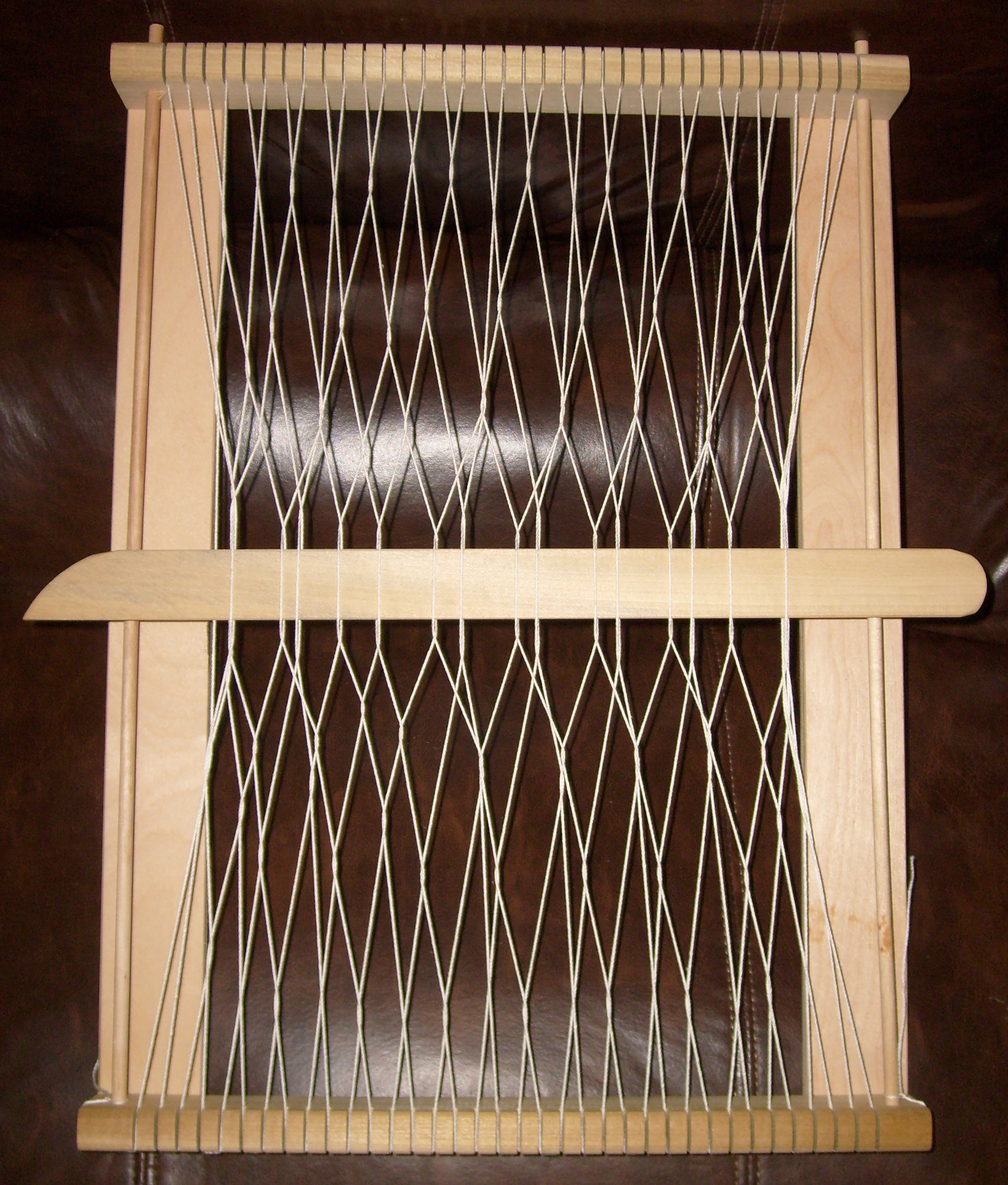
Wykorzystanie krosna w technice sprangu.
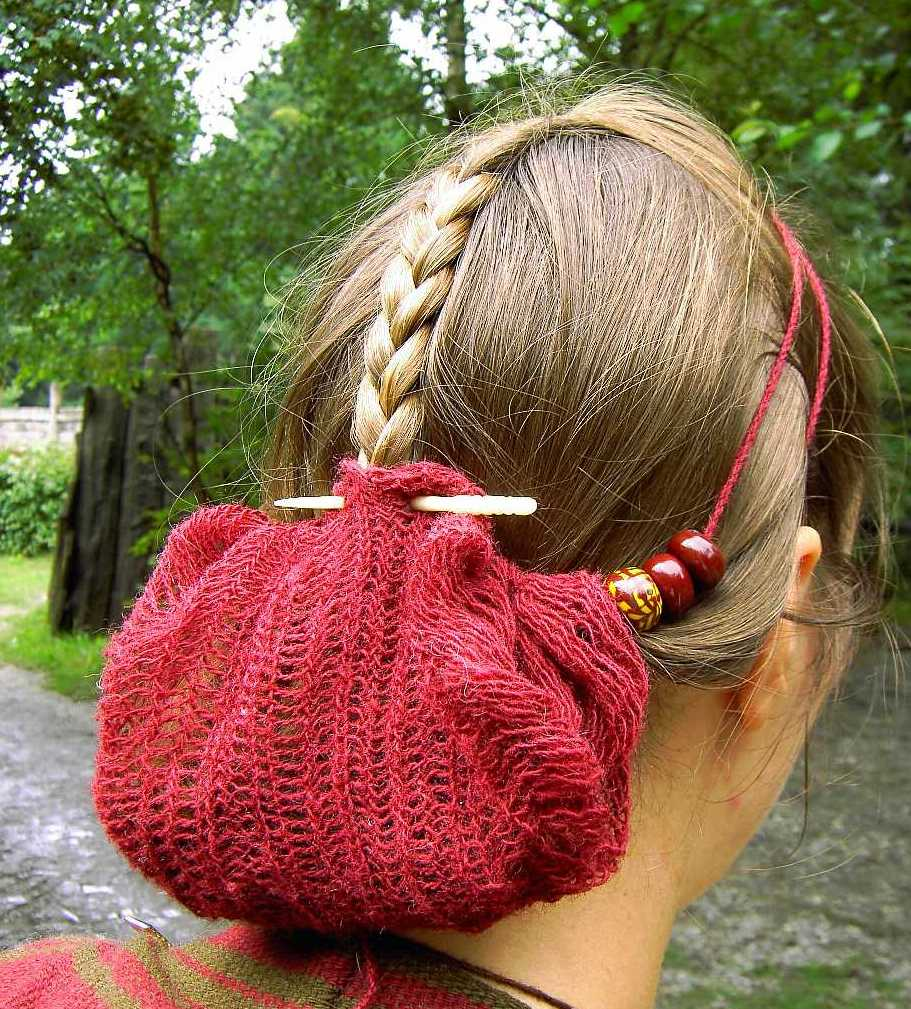
Odtworzona dawna Anglosaska siatka na włosy.